# Big in Japan (группа)
Big in Japan — британская панк-/постпанк-группа, образовавшаяся в 1977 году в Ливерпуле, Англия, просуществовавшая два года и прославившаяся лишь впоследствии, когда несколько её участников стали знаменитостями в других составах. Allmusic в этом смысле сравнивает Big in Japan с London S.S., отмечая, что в отличие от последних, первые записывались и давали концерты — правда, при этом, возбуждали к себе такую ненависть, что появилась даже петиция, требующая их распада. Как писал Liverpool Echo, Big in Japan были «супергруппой наоборот — в том смысле, что её участники стали 'суперами' уже после того, как ушли из группы».

## История группы
Big in Japan возникли на той же ливерпульской сцене, что и Echo & the Bunnymen, The Teardrop Explodes, OMD и Dalek I Love You. Группу образовали в мае 1977 года Клайв Лэнгер (участник Deaf School) и его приятель Билл Драммонд; в первый состав вошли также Кев Уорд (англ. Kev Ward, бас-гитара) и Фил Аллен (англ. Phil Allen, ударные). Этот состав дал три концерта, первый из них — в зале Bretton Hall College, в Йоркшире. В августе в состав вошли вокалистка Джейн Кейси и гитарист Иэн Броуди. В сентябре Клайв Лэнгер покинул состав, но прежде группа записала свою первую песню «Big In Japan», которая вышла на сингле-сборнике Brutality Religion and a Dance Beat.
В октябре Уорда заменил Амброз Рейнольдс (англ. Ambrose Reynolds), который в свою очередь уступил место Холли Джонсону. В январе 1978 года Баджи (экс-The Spitfire Boys) заменил Аллена за ударными. Выступления коллектива, проходившие, в основном, в Eric’s Club, не были похожи на традиционные панк-концерты. Певица Джейн Кейси выступала с абажуром на обритой наголо голове, гитарист Билл Драммонд — в кильте, Холли Джонсон разрабатывал собственный стиль сценического поведения, который позже был им реализован в Frankie Goes to Hollywood. В июне 1978 года Джонсона уволили, а на смену ему пришли — сначала Стив Линдсей (ex-Deaf School), затем Дэйв Бальф (экс-Dalek I Love You).
Группа была настолько непопулярна в местных музыкальных кругах, что Джулиан Коуп даже организовал петицию, призывавшую Big in Japan к распаду. Под петицией, вывешенной в местном музыкальном магазине, подписались и сами участники Big in Japan Коуп вспоминал, что идея понравилась Биллу Драммонду, который «…поставил условие: группа распадётся, если будет собрано 14 тысяч подписей. Мы собрали около 9 тысяч».
Несмотря на провал петиции, группа просуществовала недолго, прекратив своё существование после концерта в Eric’s 26 августа 1978 год и записав четыре песни для From Y to Z and Never Again EP, выпущенного, чтобы расплатиться с долгами. Результатом релиза явилось образование нового лейбла Zoo Records, где впоследствии выходили, в числе прочих, пластинки Echo & the Bunnymen и The Teardrop Explodes. Кроме того, Big in Japan записались у Джона Пила 12 февраля 1979 года в составе: Кейси, Броуди, Джонсон и Баджи. Эта запись прозвучала в эфире 6 марта. В целом за все время своего существования Big in Japan записали семь песен. Пять из них вошли впоследствии в сборник 2005 года The Zoo: Uncaged 1978—1982. Джейн Кейси вспоминала:
Мы были слишком эксцентричны в годы, когда для панка были характерны мачо-стиль и прямолинейность. Мы хотели быть похожими на The Monkees или нечто в этом роде. Мы хотели выглядеть комиксом: именно так пытались представить себя записывающим компаниям.Джейн Кейси
«Это был, скорее, перформанс, нежели рок-н-ролл. Но этот <опыт> оставил воспитал во мне здоровое неуважение к музыкальному мастерству. Идеи имеют значение, а не умение», говорил впоследствии Иэн Броуди.

## Последующие проекты участников
- Budgie — The Slits, Siouxsie and the Banshees, The Creatures
- Ian Broudie — Original Mirrors, Care, The Lightning Seeds
- Bill Drummond — Lori & the Chameleons, Zoo Records, the JAMs, The KLF; менеджер The Teardrop Explodes
- David Balfe — Lori & the Chameleons, The Teardrop Explodes, Food Records
- Jayne Casey — Pink Military, Pink Industry, сольная карьера
- Holly Johnson — Frankie Goes to Hollywood, сольная карьера
- Kev Ward, Phil Allen — прекратили музыкальную деятельность[12]
- Ambrose Reynolds — Nightmares In Wax, Pink Industry, Urban Strawberry Lunch.
- Clive Langer — стал известным продюсером, в частности, в дуэте Лэнгер-Уинстенли.

## Дискография

### Синглы и EP
- Brutality Religion and a Dance Beat (Eric’s, September 1977)
- From Y to Z and Never Again (Zoo, 1978)

### Компиляции
- Street To Street: A Liverpoool Album (1978)
- To the Shores of Lake Placid (1982)
- The Zoo: Uncaged 1978—1982 (1990)

## Интересные факты
Название группы вдохновило Мариана Гольда из Alphaville на написание песни Big In Japan. Когда Alphaville выпустили этот сингл, он боролся в чартах с группой Frankie Goes to Hollywood, солистом которой как раз был бывший солист панк-группы Big in Japan.